# 天策铁路
天策铁路是中华人民共和国内蒙古自治区重点口岸铁路通道。由临哈铁路临河至额济纳段中的天鹅湖西站引出，向北至中蒙边境策克口岸，线路长68.8公里，设天鹅湖西、居延海、策克3个车站。建设技术标准为国铁Ⅱ级，单线内燃机牵引，速度目标值120公里/小时，预留电气化运输条件，设计年运量1600万吨，客车1对/日，建设总投资5.8亿元。天策铁路由呼和局和首钢控股有限责任公司、中国中铁股份有限公司3家共同出资修建。常与临哈铁路临额段一并称为临策铁路。

## 历史
2010年4月25日，天策铁路开工建设。8月1日，第一座大桥开始架设。11月24日，天策铁路开通。
2011年5月5日，天策铁路正式投入运营。9月17日至18日，天策铁路建设项目顺利通过竣工环境保护验收。

## 扩能改造
天策铁路将随临哈铁路临额段一同进行扩能改造，其中天策线部分包括额济纳地区天策线疏解线，新建单线长度3.933km；既有天策线电气化改造，单线长度63.918km。涉及天策线（不含天鹅湖西站）开站（改扩建）2处。工程总投资约337.9亿元，总工期2.5年。2023年12月1日，临哈铁路临河至额济纳段扩能改造工程环境影响评价公众参与一次公示。